# Klubowy Puchar Europy w szachach (1985/1986)
1985/1986 – piąty sezon Klubowego Pucharu Europy w szachach. Zwyciężył radziecki CSKA Moskwa.

## Uczestnicy
W nawiasie podano średni ranking Elo. Źródło: OlimpBase

- Streatham & Brixton Chess Club (2398)
- SK VÖEST Linz (2308)
- SK Anderlecht (2372)
- Sławia Sofia (2423)
- Frederiksberg SF (2339)
- Matinkylän SK (2278)
- CS Clichy (2285)
- Vulcà Barcelona (2373)
- SO Kalitea (2269)
- SV Eindhoven (2397)
- Dundrum Chess Club (2213)
- Taflfélag Reykjavíkur (2341)
- Beer Sheva Chess Club (2392)
- Bosna Sarajewo (2433)
- Partizan Belgrad (2469)
- Oslo SS (2378)
- Legion Warszawa (2315)
- CDUP (2200)
- Bayern Monachium (2434)
- SG Porz (?)
- ITB Bukareszt (2401)
- Dundee Chess Club (2200)
- SG Allschwil (2282)
- SK Rockaden Stockholm (2341)
- UCS Chess Club (2200)
- Budapesti Spartacus SC (2468)
- MTK-VM Budapest (2420)
- GS Banco di Roma (2353)
- CSKA Moskwa (2574)
- Trud (2553)

## Rozgrywki

### Pierwsza runda
Źródło: OlimpBase
| Data                    | Miejsce    | Drużyna 1             | Drużyna 2                      | Wynik  |
| ----------------------- | ---------- | --------------------- | ------------------------------ | ------ |
| 12–13 października 1985 | Allschwil  | SG Allschwil          | Budapesti Spartacus SC         | 3½:8½  |
| 1985                    | Moskwa     | CSKA Moskwa           | Bayern Monachium               | 8:4    |
| 1985                    | Belgrad    | Partizan Belgrad      | Streatham & Brixton Chess Club | 7:5    |
| 27–29 września 1985     | Beer Szewa | Beer Sheva Chess Club | SK Rockaden Stockholm          | 5:7    |
|                         |            | Dundee Chess Club     | GS Banco di Roma               | 3½:8½  |
| wrzesień 1985           | Budapeszt  | MTK-VM Budapest       | Dundrum Chess Club             | 9½:2½  |
| 15–17 września 1985     | Bukareszt  | ITB Bukareszt         | SV Eindhoven                   | 5:7    |
| 1985                    | Moskwa     | Trud                  | Bosna Sarajewo                 | 7:5    |
| 5–6 października 1985   | Bruksela   | SK Anderlecht         | SK VÖEST Linz                  | 7:5    |
|                         |            | Frederiksberg SF      | CDUP                           | 10:2   |
|                         |            | Oslo SS               | Sławia Sofia                   | 5:7    |
| wrzesień 1985           | Barcelona  | Vulcà Barcelona       | Taflfélag Reykjavíkur          | 8:4    |
|                         |            | Legion Warszawa       | SG Porz                        | w/o +- |
| 1985                    | Ateny      | SO Kalitea            | Matinkylän SK                  | 2½:9½  |

### Druga runda
Źródło: OlimpBase
| Data                | Miejsce   | Drużyna 1              | Drużyna 2        | Wynik |
| ------------------- | --------- | ---------------------- | ---------------- | ----- |
| 10–12 stycznia 1986 | Rzym      | GS Banco di Roma       | Partizan Belgrad | 4½:7½ |
| 1986                | Budapeszt | Budapesti Spartacus SC | Sławia Sofia     | 7:5   |
| 1986                | Moskwa    | CSKA Moskwa            | Matinkylän SK    | 11:1  |
| 1986                | Clichy    | CS Clichy              | Trud             | 4½:7½ |
| 1986                | Eindhoven | SV Eindhoven           | Vulcà Barcelona  | 6:6   |
| 1986                | Budapeszt | MTK-VM Budapest        | SK Anderlecht    | 5½:6½ |
| 13–15 grudnia 1985  | Sztokholm | SK Rockaden Stockholm  | UCS Chess Club   | 12:0  |
| styczeń 1986        | Kopenhaga | Frederiksberg SF       | Legion Warszawa  | 7½:4½ |

### Ćwierćfinały
Źródło: OlimpBase
| Data                | Miejsce   | Drużyna 1              | Drużyna 2             | Wynik |
| ------------------- | --------- | ---------------------- | --------------------- | ----- |
|                     |           | Partizan Belgrad       | SK Anderlecht         | 5½:6½ |
| 12–13 kwietnia 1986 | Eindhoven | SV Eindhoven           | CSKA Moskwa           | 3½:8½ |
|                     |           | Trud                   | Frederiksberg SF      | 10:2  |
|                     |           | Budapesti Spartacus SC | SK Rockaden Stockholm | 5:7   |

### Półfinały
Źródło: OlimpBase
| Data | Miejsce  | Drużyna 1     | Drużyna 2             | Wynik |
| ---- | -------- | ------------- | --------------------- | ----- |
| 1986 | Bruksela | SK Anderlecht | CSKA Moskwa           | 4:8   |
|      |          | Trud          | SK Rockaden Stockholm | 9:3   |

### Finał
Źródło: OlimpBase
| Data          | Miejsce | Drużyna 1   | Drużyna 2 | Wynik |
| ------------- | ------- | ----------- | --------- | ----- |
| grudzień 1986 | Moskwa  | CSKA Moskwa | Trud      | 8½:3½ |

Pierwsza runda
CSKA Moskwa – Trud 4½:1½
1. Anatolij Karpow – Ołeksandr Bielawski 1:0
2. Artur Jusupow – Michaił Tal 1:0
3. Wołodymyr Tukmakow – Ołeh Romanyszyn ½:½
4. Symbat Lyputian – Josif Dorfman ½:½
5. Wołodymyr Małaniuk – Giennadij Kuźmin ½:½
6. Jewgienij Władimirow – Witalij Cieszkowski 1:0

Druga runda
Trud – CSKA Moskwa 2:4
1. Ołeksandr Bielawski – Anatolij Karpow ½:½
2. Ołeh Romanyszyn – Artur Jusupow ½:½
3. Adrian Michalczyszyn – Wołodymyr Tukmakow 0:1
4. Josif Dorfman – Symbat Lyputian 0:1
5. Giennadij Kuźmin – Wołodymyr Małaniuk ½:½
6. Witalij Cieszkowski – Jewgienij Władimirow ½:½